# Mark Pathy
Mark Pathy (luglio 1969) è un imprenditore e astronauta canadese, ha partecipato come turista spaziale alla missione Axiom Mission 1 di 17 giorni a bordo della Stazione spaziale internazionale tra l'8 e il 25 aprile 2022.
È l'amministratore delegato di Mavrik, una società di investimento canadese di proprietà privata. È anche presidente di Stingray Group ed ex co-amministratore delegato di Fednav, una compagnia di navigazione privata co-fondata dal suo prozio, Ernest Pathy, immigrato dall'Ungheria.

## Biografia
Sua madre Constance è nata nei Paesi Bassi mentre suo padre, Laurence Pathy, è nato in Egitto da genitori ungheresi ed è l'ex socio in affari di Paul Martin Suo padre è anche cugino di Mariette Pathy Allen.
È cresciuto a Montreal e ha frequentato la Selwyn House School,  dove è stato compagno di classe del politico Greg Fergus e degli uomini d'affari Vincenzo Guzzo e Michael Penner. Ha conseguito una laurea presso l'Università di Toronto e un MBA presso l'INSEAD.

### Fednav
Il prozio di Pathy, l'ungherese Ladislaw Pathy (1897–1984), fondò nel 1944 la Fednav, una compagnia di navigazione per il trasporto di merci alla rinfusa. Il padre di Pathy, Laurence Pathy, sviluppò questa azienda di famiglia facendola diventare una multinazionale. Mark Pathy e suo fratello Paul hanno gestito congiuntamente Fednav dal 2010 al 2016. Quindi i fratelli decisero che era meglio per Fednav avere un solo leader e Mark Pathy si dimise dal suo incarico di amministratore delegato dell'azienda. Tuttavia, è rimasto azionista e membro del consiglio di amministrazione di Fednav Limited. 

### Mavrik
Nel 2016, dopo aver lasciato l'incarico di CEO di Fednav, Pathy fondò la società Mavrik. Mavrik è una società di investimento privata focalizzata sull'innovazione sociale. Pathy è l'amministratore delegato dell'azienda. 
Una filiale di questa società è Mavrik Real Estate. Poco prima del lancio di Pathy nello spazio, questa società ha acquistato un campo da golf sul Lac Brome che era stato abbandonato dal 2019 per 7,58 milioni di dollari.

### Stingray
Dal 2017, Pathy è a capo del consiglio di amministrazione di Stingray Digital Group, una società di musica, media e tecnologia.

### Pathy Family Foundation
La Pathy Family Foundation, di cui ricopre il ruolo di segretario, aveva un patrimonio di oltre 252 milioni di dollari canadesi nel 2018. Mark Pathy e sua moglie Jessica hanno recentemente contribuito a una campagna di raccolta fondi per la Fondazione Montréal Jewish General Hospital (JGH) che ha raccolto 5,5 milioni di dollari. In loro onore è stato nominato il Centro di Eccellenza per le Malattie Infettive di recente creazione; il Centro di eccellenza per le malattie infettive Jess e Mark Pathy si concentra sul progresso della conoscenza su antibiotici e vaccini; prevenire le infezioni; sviluppare una diagnostica rapida e mappare la struttura molecolare delle infezioni.

## Volo spaziale
Nel gennaio 2021, è stato annunciato che Pathy aveva pagato un posto a bordo di SpaceX Axiom Space-1 come specialista di missione insieme a Larry Connor, Eytan Stibbe e Michael López-Alegría. Era di gran lunga il partecipante più giovane alla missione Axiom-1.
La missione è stata lanciata l'8 aprile 2022 alle 17:17 ora legale dell'Europa centrale (CEST). Il 9 aprile 2022, dopo circa 21 ore di volo, la navicella spaziale si è agganciata alla ISS. Alle 16:13 Pathy è entrato nella ISS insieme ai suoi tre compagni di squadra. I quattro nuovi arrivati sono stati accolti dall'equipaggio della ISS. A quel tempo, questa squadra era composta dai sette astronauti: Oleg Germanowitsch Artemjew, Kayla Barron, Raja Chari, Sergei Vladimirovich Korsakov, Thomas Marshburn, Denis Vladimirovich Matveyev e Matthias Maurer. Pathy ha come mascotte un cane di peluche color caramello, che dedica appositamente ai bambini dell'Ospedale pediatrico di Montréal. I suoi discorsi dallo spazio sono rivolti specificamente ai bambini di questo ospedale. I partecipanti avrebbero dovuto trascorrere circa una settimana sulla ISS, ritornando dopo essere stati rinviati più volte a causa del maltempo nell'area di atterraggio, il 25 aprile 2022.
Pathy ha ottenuto la spilla da astronauta durante la cerimonia di benvenuto presso la ISS, il 584º viaggiatore spaziale del mondo.

## Vita privata
Pathy è sposato con Jessica e ha tre figli.